# Цифрово-аналогов преобразувател
Цифрово-аналоговият преобразувател (съкращаван често ЦАП) е устройство за преобразуване на цифров (обикновено двоичен) код в аналогов сигнал (ток, напрежение или заряд). ЦАП е интерфейс между цифровото устройство и аналоговия сигнал.
Аналогово-цифровият преобразувател (АЦП) извършва обратната операция.
По-популярни ЦАП архитектури са:
- Широчинно-импулсно-модулиран ЦАП
- Сигма-делта ЦАП
- R-2R ЦАП
- Зарядо-преразпределящ ЦАП